# Fibblesolbi
Fibblesolbi (Dufourea minuta) är en biart som beskrevs av Amédée Louis Michel Lepeletier 1841. Fibblesolbi ingår i släktet solbin, och familjen vägbin. Inga underarter finns listade.

## Beskrivning
Fibblesolbiet är ett litet bi med svart grundfärg, gles, ljusgrå behåring och nästan hårlös, glänsande ovansida på mellankroppen. Kroppslängden är 4 till 6 mm.

## Ekologi
Habitatet utgörs av sandiga, markstörda marker som banvallar, backar, fält och outnyttjad mark. Närvaro av de främsta näringsväxterna, fibblor, i familjen korgblommiga växter, uppskattas starkt. Flygtiden varar troligen från mitten av juli till mitten av augusti. Förutom fibblor har den även påträffats på sallatsarter, även de i korgblommiga växter.

### Fortplantning
Arten är solitär, men honorna gräver gärna sina bon nära varann, i små kolonier som i undantagsfall kan omfatta mer än 100 bon. Bona grävs troligtvis ut i sandjordsvallar och längs stigar, med en nästan vertikal huvudgång som har ett flertal sidogångar, var och en avslutad med en cell som honan fyllt med fibblepollen och lagt ett ägg på. Det händer att boet parasiteras av släntblodbi, vars larv lever av det insamlade pollenförrådet efter det värdägget ätits upp eller värdlarven dödats.

## Utbredning
I Europa finns den från södra Finland i norr till Pyreneerna i söder, och från England i väster (där den nyligen [2007] återupptäcktes och finns mycket sparsamt) till Uralbergen i öster. Den har även påträffats i Sibirien och nordvästra Kina.
Innan arten återupptäcktes i Sverige i Västergötland 2011 hade den inte påträffats på över 60 år i det landet och ansågs nationellt utdöd ("RE"). Den har tidigare förekommit i Skåne (på 1800-talet) och Bohuslän (till 1945). Endast ett svenskt exemplar har upptäckts, så arten är fortfarande mycket starkt hotad. I Finland är den känd från ett hundratal observationer i södra till sydöstra delarna av landet, med stark tonvikt på Helsingforstrakten.
Enligt den finländska rödlistan är arten sårbar i Finland. Enligt den svenska rödlistan är arten akut hotad i Sverige.